# Stadion Leonardo Garilli
Stadio Leonardo Garilli – wielofunkcyjny stadion sportowy znajdujący się w mieście Piacenza we Włoszech. 
Swoje mecze rozgrywa na nim zespół Piacenza FC. Jego pojemność wynosi 21 608.